# Рид, Барбара
Ба́рбара Рид (англ. Barbara Read; 29 декабря 1917, Порт-Артур, Онтарио, Канада — 12 декабря 1963, Лагуна-Бич, Калифорния, США) — американская актриса

.

## Ранние годы
Барбара Рид родилась 29 декабря 1917 года в Порт-Артуре (провинция Онтарио, Канада) в семье подрядчика. Её матерью была Нэнси Элизабет Рид (в девичестве Коллиер; 1889—1954). Рид переехала в Калифорнию в середине 1930-х годов.
Рид получила свой первый контракт на съёмки в кино, когда жила в Лагуне-Бич, штат Калифорния. Она наблюдала за съёмками фильма в Лагуне, когда её заметили и предложили поучаствовать в кинопробах. Она получила шестимесячный контракт с производственной компанией. Когда она так и не получила никаких ролей из-за недостатка опыта, она присоединилась к театру Laguna Beach Players, где она играла в новом спектакле каждый месяц в течение двух лет.

## Карьера в кино
Её первым появлением в кино стала роль одной из трёх главных героинь в комедии 1936 года «Три умных девочки», в котором также снимались Дина Дурбин и Нэн Грэй.
С 1937 по 1939 год Рид снялась в девяти фильмах, среди которых наиболее известна ролью в драме «Чародей», в которой она снялась с Ли Трейси.
С 1940 по 1948 год она снялась в 11 фильмах. Её самой запоминающейся ролью стала Марго Лейн в трёх фильмах из серии о «Тени», в которых она снялась с Кейном Ричмондом. Ричмонд и она вместе сыграли в фильмах «Возвращение тени», «За маской» и «Пропавшая леди» в 1946 году.
Её последняя ролью стала работа в вестерне 1948 года «Коронер-Крик».

## Личная жизнь

### Браки и дети
- Первый муж — Уильям Пол-третий, художник (С сентября по ноябрь 1936 года, развод)[7].
- Второй муж — Билл Джозефи, агент по талантам (27 декабря 1947—?, развод).
  - Два сына: Деймон Джозефи и Квентин Джозефи[8].
- Третий муж — Уильям Тэлман, актёр (май 1952—23 августа 1960, развод).
  - Двое детей: дочь Барбара Тэлман и сын Уильям Тэлман-третий.

### Последние годы жизни и смерть
Брак с Тэлманом был беспокойным, поскольку и она, и он страдали от проблем с алкоголем. После их развода в 1960 году, Барбара получила опеку над детьми. Через год опека перешла Тэлману, когда алкоголизм, психические и эмоциональные проблемы Барбары стали полностью властвовать над ней.
12 декабря 1963 года Рид покончила с собой в своём доме в Лагуне-Бич, штат Калифорния, за 2 недели до своего 46-летия, включив газовые форсунки плиты и закрыв двери и окна (отравилась угарным газом). Она оставила предсмертную записку, в которой назвала причиной своего решения «плохое здоровье».

## Избранная фильмография
| Год  |   | Русское название             | Оригинальное название | Роль       |
| ---- | - | ---------------------------- | --------------------- | ---------- |
| 1937 | ф | Уступи место завтрашнему дню | Make Way for Tomorrow | Рода Купер |